# 34766 Everettkroll
34766 Everettkroll este o planetă minoră (asteroid) din centura de asteroizi. A fost descoperită pe 22 august 2001 la Experimental Test Site⁠(d) de Lincoln Near-Earth Asteroid Research. 
Obiectul prezintă o orbită caracterizată de o semiaxă mare de 2,2874004 UAi, o excentricitate de 0,14, o înclinație de 2,96469 ° în raport cu ecliptica.